# 106 км (зупинний пункт, Запорізька дирекція Придніпровської залізниці)
106 км — пасажирський зупинний пункт Запорізької дирекції залізничних перевезень Придніпровської залізниці на неелектрифікованій лінії Федорівка — Верхній Токмак II між станціями Світлодолинська (6 км) та Молочанськ (11 км). Розташований в селі Долина Пологівського району Запорізької області.

## Пасажирське сполучення
До 17 березня 2020 року на зупинному пункті 106 км зупинялися приміські поїзди сполученням Мелітополь — Федорівка — Верхній Токмак I.